# Willi Hetfeld
Willi Hetfeld (* 24. August 1947) ist ein ehemaliger deutscher Fußballspieler.

## Werdegang
Der vom Ratinger SV zum Bundesligaaufsteiger gekommene Willi Hetfeld spielte von 1966 bis 1970 bei Fortuna Düsseldorf. Mit Düsseldorf spielte er in der Saison 1966/67 in der Bundesliga. Am 11. Spieltag gab er seine Premiere im Oberhaus des deutschen Fußballs, als er von Trainer Kuno Klötzer erstmals bei der 1:3-Heimniederlage gegen den 1. FC Köln eingesetzt wurde. Der Fortunen-Angriff war mit Hilmar Hoffer, Hetfeld, Peter Meyer, Jürgen Schult und Jürgen Koch besetzt gewesen. Bis Saisonende absolvierte er sieben weitere Spiele in der Bundesliga. Er konnte sich aber gegen die interne Offensivkonkurrenz um Waldemar Gerhardt, Reinhold Straus, Meyer, Hoffer, Schult und Koch nicht durchsetzen. Hetfeld belegte mit seinen Mitspielern Platz 17 und stieg in die Regionalliga West ab.
In den nächsten drei Runden gehörte er dagegen in der Fußball-Regionalliga West der Fortunen-Stammelf an. Nach dem sechsten Rang 1968 folgte zweimal der vierte Platz in den Runden 1968/69 und 1969/70. Der technisch versierte und mit gutem Antritt versehene Angreifer kam unter den Trainern Ernst Melchior, Bernd Oles (1967/68) und Otto Knefler von 1967 bis 1970 auf insgesamt 79 Regionalligaeinsätze und erzielte 20 Tore. Im Sommer 1970 beendete er seine höherklassige Spielerlaufbahn und ließ sich reamateurisieren.